# Dongo (Huíla)
Dongo é uma vila e comuna angolana que se localiza na província da Huíla, pertencente ao município de Jamba.